# Andrea Bari
Andrea Bari (* 5. März 1980 in Senigallia) ist ein italienischer Volleyballspieler.

## Karriere
Bari begann seine Karriere 1992 im Nachwuchs von Polisportiva Ostra und wechselte ein Jahr später zu Pallavolo Falconara. 1996 rückte er in die Zweitliga-Mannschaft des Vereins auf. Mit der italienischen Jugend-Auswahl gewann der Libero 1997 die Titel bei der Europa- und Weltmeisterschaft. Mit Falconara schaffte er 1998 den Aufstieg in die erste Liga. Trotzdem ging er 1999 zurück in die dritte Liga zu Pet Company Trasimeno. In der Saison 2000/01 spielte er für den Ligakonkurrenten Camst Bologna. Anschließend kam er wieder in die Liga A1 zu Borgocanala Taranto. Nach einer Saison bei Pet Company Perugia wurde er 2003 von Telephonica Gioia del Colle verpflichtet. 2005 wechselte er schließlich zu seinem heutigen Verein Itas Diatec Trentino. Mit Trentino wurde er 2008 italienischer Meister. Ein Jahr später folgte der Sieg in der Champions League. 2010 gewann der Verein mit Bari den italienischen Pokal und verteidigte den Titel in der Champions League. Bari debütierte in der A-Nationalmannschaft, mit der er bei der Weltmeisterschaft im eigenen Land den vierten Platz belegte. Trentino wurde 2011 wieder italienischer Meister und schaffte den dritten Champions-League-Sieg in Folge. Der Libero nahm mit Italien an der Weltliga teil und erreichte das Endspiel der Europameisterschaft. 2012 gewann Trentino erneut den nationalen Pokal. Bari gewann mit der Nationalmannschaft bei den Olympischen Spielen in London die Bronzemedaille.